# Acento grave duplo
O grave duplo ( ̏ ) é um sinal diacrítico utilizado nas escritas do alfabeto cirílico servo-croata e, de forma inabitual, no alfabeto latino em algumas línguas eslavas, bem como no esloveno. É também utilizado na romanização e na transcrição linguística, assim como no alfabeto fonético internacional.
Em servo-croata e no esloveno, o duplo acento grave é usado para indicar um tom de queda curto, embora no esloveno, um único acento grave também é frequentemente usado para este fim. No alfabeto fonético internacional, o duplo acento grave é usado para indicar tons baixíssimos.
| Caixa alta | Unicode | Caixa baixa | Unicode |
| ---------- | ------- | ----------- | ------- |
| Ȁ          | U+0200  | ȁ           | U+0201  |
| Ȅ          | U+0204  | ȅ           | U+0205  |
| Ȉ          | U+0208  | ȉ           | U+0209  |
| Ȍ          | U+020C  | ȍ           | U+020D  |
| Ȑ          | U+0210  | ȑ           | U+0211  |
| Ȕ          | U+0214  | ȕ           | U+0215  |

| Caixa alta | Unicode        | Caixa baia | Unicode        |
| ---------- | -------------- | ---------- | -------------- |
| А̏          | U+0410, U+030F | а̏          | U+0430, U+030F |
| Е̏          | U+0415, U+030F | е̏          | U+0435, U+030F |
| И̏          | U+0418, U+030F | и̏          | U+0438, U+030F |
| Ο̏          | U+041E, U+030F | о̏          | U+043E, U+030F |
| Р̏          | U+0420, U+030F | р̏          | U+0440, U+030F |
| У̏          | U+0423, U+030F | у̏          | U+0443, U+030F |